# كلاوديو حسين
كلاوديو حسين (بالإسبانية: Claudio Husaín)؛ مواليد 20 نوفمبر 1974 في بوينس آيرس، الأرجنتين، هو لاعب كرة قدم أرجنتيني حاليا بدون فريق. هو لاعب وسط، و يلقب بـ «التركي (El turco)». سبق له أن لعب في كأس العالم لكرة القدم مع منتخب بلاده في 2002. بدأ كلاوديو حسين مسيرته الرياضية عام 1993 مع فيليز سارسفيلد.

## السيرة الذاتية
كلاوديو حسين ابن مدرسة تكوين نادي فيليز سارسفيلد، الذي لعب معه إبان فترة تألق النادي في التسعينات، و فاز معه بثلاث ألقاب دوري و لقب كأس ليبرتادوريس. لعب بعد ذلك لأندية إيطالية (بارما ونابولي)، قبل أن يعود للأرجنتين لنادي ريفر بليت، الذي فاز معه بثلاث ألقاب للدوري. في رصيده 6 ألفاب دوري أرجنتيني، و خمسة ألقاب قارية.

## مسيرته الكروية
لعب كلاوديو حسين خلال مسيرته الاحترافية مع 8 أندية في اثنين وعشرين موسمًا وسجل خلالها 10 أهداف ضمن 338 مباراة. ولم يفز بأي موسم بالكأس وفاز في ستة مواسم بالدوري.
خاض كلاوديو حسين مسيرته مع نادي فيليز سارسفيلد في موسم 1993–94 ليلعب معه سبعة مواسم، مشاركًا في 164 مباراة سجل خلالها 4 أهداف. ثم انتقل إلى نادي نابولي في موسم 2000–01 واستمر معه طيلة ثلاثة مواسم، حيث شارك في 40 مباراة ولم يسجل أي هدف. لينتقل بعدها إلى نادي ريفر بليت في موسم 2001–02 واستمر معه طيلة ثلاثة مواسم، مشاركًا في 45 مباراة سجل خلالها 3 أهداف. ثم انتقل إلى نادي تايجرز أونال في موسم 2004–05 لمدة موسم واحد، مشاركًا في 16 مباراة سجل خلالها هدفين. هذا وانتقل لاحقًا إلى FC Barcelona (beach soccer) ‏ في موسم 2005–06 ليلعب معه أربعة مواسم، مشاركًا في 50 مباراة سجل خلالها هدفًا واحدًا. ثم انتقل بعدها إلى نادي ديفينسور سبورتينغ في موسم 2009–10 لمدة موسم واحد، مشاركًا في 6 مباريات ولم يسجل أي هدف. ليعود وينتقل من جديد، لكن هذه المرة إلى نادي أوداكس إيتاليانو ما بين عامي 2010 و2011 لمدة موسم واحد، مشاركًا في مباراتين ولم يسجل أي هدف أيضًا.

## المنتخبات الوطنية
لعب كلاديو حسين 14 مباراة مع منتخب الأرجنتين، و كان ضمن ال 23 لاعبا الذي انتخبوا للمشاركة في كأس العالم 2002. فاز رفقة منتخب الأرجنتين بالميدالية الذهبية لمسابقة كرة القدم خلال دورة الألعاب الأمريكية 1995.

## الجوائز والإنجازات

### الإنجازات مع النادي أو المنتخب
| النادي أو المنتخب      | البطولة                       | مرات الفوز | الأعوام أو المواسم                          |
| ---------------------- | ----------------------------- | ---------- | ------------------------------------------- |
| فيليز سارسفيلد         | كأس ليبرتادوريس               | 1          | 1994                                        |
| فيليز سارسفيلد         | كأس الإنتركونتيننتال          | 1          | 1994                                        |
| فيليز سارسفيلد         | دوري الدرجة الأولى الأرجنتيني | 3          | 1995 (افتتاح)، 1996 (اختتام)، 1998 (اختتام) |
| نادي أتلتيكو ريفر بليت | دوري الدرجة الأولى الأرجنتيني | 3          | 2002 (اختتام)، 2003 (اختتام)، 2004 (اختتام) |

## خارج كرة القدم
هو أخ اللاعب الأرجنتيني داريو حسين (من مواليد 1976). لقب بالتركي (el turco) و هو التوصيف الذي يطلق على الأرجنتينيين ذوي الأصول اللبنانية، نظرا لكون أجدادهم قدموا إلى أمريكا الجنوبية، بوثائق عثمانية، في بداية القرن العشرين.

## وصلات خارجية
- كلاوديو حسين على موقع الاتحاد الدولي (مؤرشف)  (الإنجليزية)
- كلاوديو حسين على موقع قاعدة بيانات كرة القدم.إي يو (الإنجليزية)
- كلاوديو حسين على موقع ناشيونال فوتبول تيمز (الإنجليزية)
- كلاوديو حسين على موقع Soccerway.com (الإنجليزية)
- كلاوديو حسين على موقع عالم كرة القدم.نت (الإنجليزية)

- صفحة اللاعب من موقع الفيفا